# شرف خليل الطيبي
شرف خليل الطيبي (1960-1984) هو مهندس ومناضل فلسطيني، وُلد في مخيم خان يونس لعائلة هُجّرت من قرية الطيبة في منطقة المثلث عام 1948. استشهد برصاص قناص إسرائيلي أثناء إلقائه الحجارة من سطح مسجد في بيرزيت، ليصبح أول شهيد من جامعة بيرزيت، وشقيقا لثلاثة شهداء اخرين وهم مجدي استشهد عام 1967، وعصام استشهد عام 1978 في جنوب لبنان، ورسمي استشهد عام 1987 على الخط الشرقي بقنبلة زرعها له الاحتلال..

## النشأة والتعليم
وُلد شرف في مخيم خان يونس عام 1960، حيث أنهى تعليمه الأساسي والثانوي. في عام 1979 سافر إلى بلغاريا لدراسة الهندسة الكهربائية، لكنه عاد بعد عام، ومنعته سلطات الاحتلال من السفر مجددًا. التحق بجامعة بيرزيت لنفس التخصص، حيث تميز بتفوقه الأكاديمي ونشاطه الوطني.

## النشاط النضالي
انضم شرف إلى حركة فتح وعمل ضمن القطاع الغربي، وشارك في تأسيس حركة الشبيبة الفتحاوية مع أبو علي شاهين بعد الإفراج عنه عام 1981. اعتُقل عام 1978 لعدة أشهر بتهمة تشكيل إطار طلابي لحركة فتح. قاد شرف مظاهرة في جامعة بيرزيت عام 1984 دعمًا للقرار الوطني المستقل وعقد جلسة المجلس الوطني الفلسطيني في عمان. خلال المواجهات مع قوات الاحتلال،أطلق الرئيس ياسر عرفات اسمه على دورة المجلس الوطني الفلسطيني التي عُقدت في عمان عام 1984، تكريمًا له، و أُطلق اسم شرف الطيبي على فرقة للفنون الشعبية في جامعة بيرزيت، والتي قدمت عروضًا في دول عديدة. كما منحته نقابة المهندسين في قطاع غزة عضوية فخرية بعد استشهاده، تقديرًا لتفوقه وتضحياته.